# Kanywabakunzi
Kanywabakunzi är ett periodiskt vattendrag i Burundi.   Det ligger i provinsen Bururi, i den sydvästra delen av landet, 50 kilometer söder om huvudstaden Bujumbura.
Omgivningarna runt Kanywabakunzi är en mosaik av jordbruksmark och naturlig växtlighet. Runt Kanywabakunzi är det ganska tätbefolkat, med 207 invånare per kvadratkilometer.